# Mettis

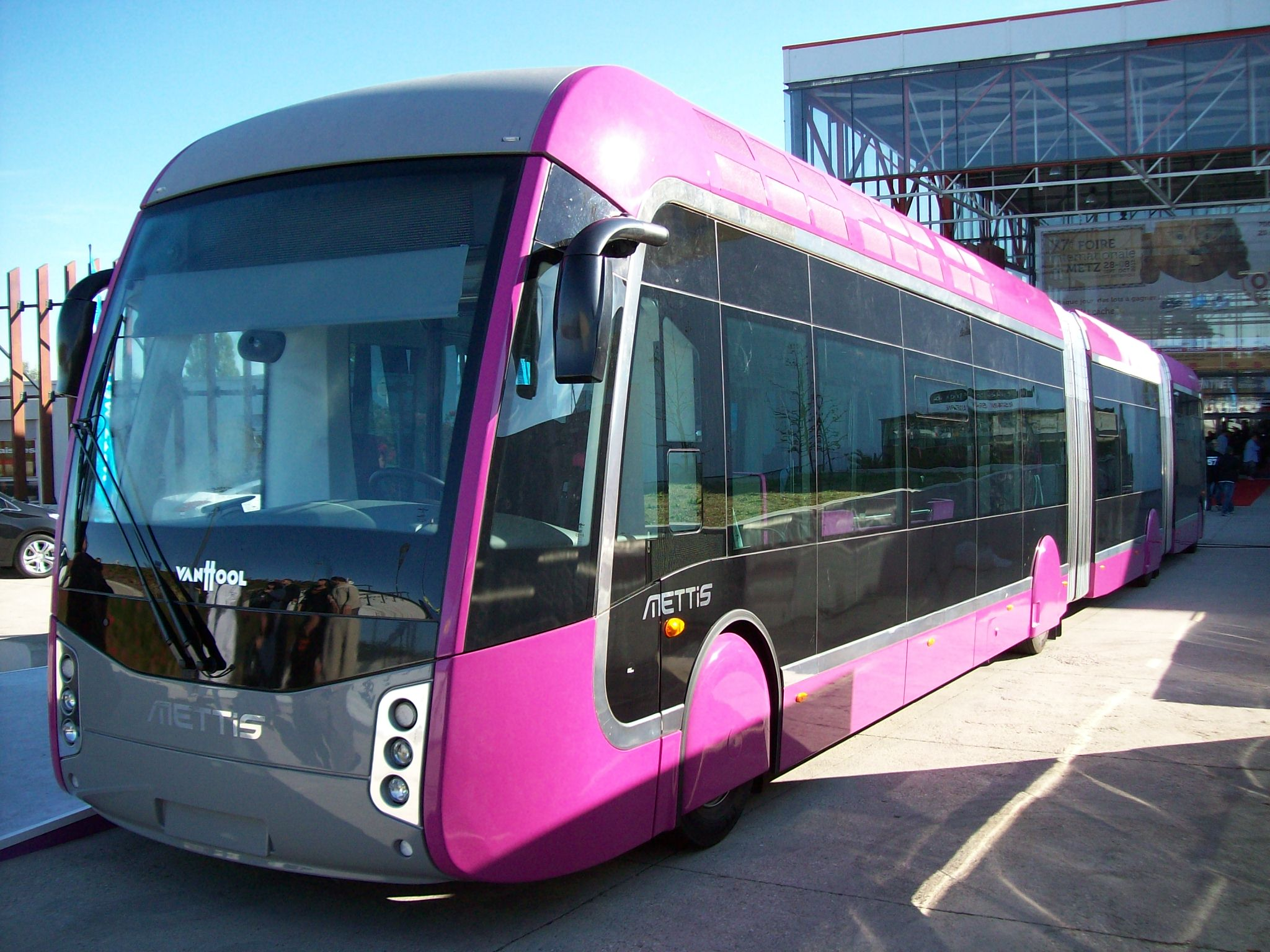
Van Hool ExquiCity 24 im Mettis-Design

Unter dem Namen Mettis [ˌmeˈtis] werden in der französischen Stadt Metz zwei Busway-Linien betrieben. Die Inbetriebnahme des etwa 230 Millionen Euro teuren Projektes fand am 5. Oktober 2013 statt.

## Planung und Bauleitung
Der Entwurf des Projektes lag bei der Firma Systra.

## Die Linien
Die beiden Busway-Linien A und B verkehren auf einer Strecke von insgesamt 17,8 Kilometern in den Gemeinden Woippy und Metz. Den Bussen stehen eigene Fahrstreifen zur Verfügung; an den Kreuzungen haben sie Vorrangschaltung. Es wird dabei eine Signalisation wie bei Straßenbahnschaltungen verwendet.
Beide Linien haben im Innenstadtbereich eine gemeinsame Stammstrecke von 5,4 km Länge mit zehn gemeinsamen Haltestellen.
Die Strecke der Linie A verbindet die Haltestellen Woippy und Actipôle de Borny miteinander. Sie ist 12,5 km lang, an ihr liegen 26 Haltestellen.
Die Linie B hat eine 11 km lange Fahrstrecke mit 21 Haltestellen und verbindet Saulcy mit CHR de Mercy.
Insgesamt gibt es 3 P+R-Parkplätze.

## Die Fahrzeuge

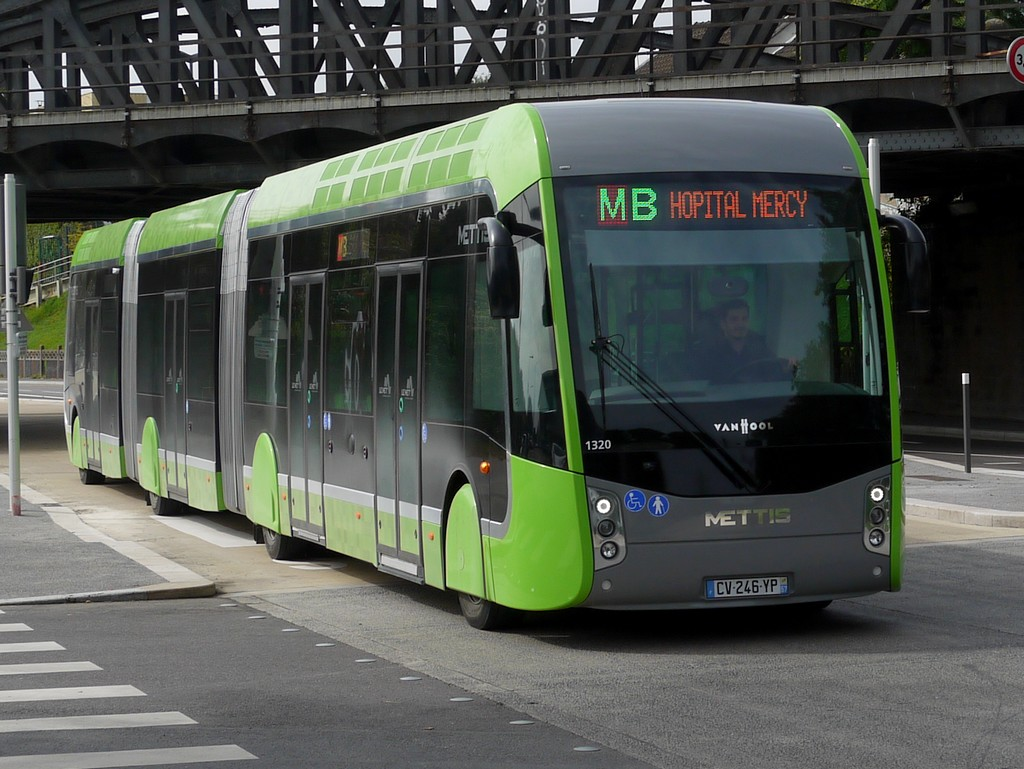
Bus auf der Linie B (2013)

Der belgische Nutzfahrzeughersteller Van Hool hat sich im Rahmen einer Ausschreibung gegen Hess und ATPS durchgesetzt und 23,8 m lange Diesel-Hybrid-Busse des Typs ExquiCity 24 mit Platz für je 150 Fahrgäste geliefert. Bestellt wurden 27 Fahrzeuge mit einer Option für 9 weitere Fahrzeuge. Der Preis eines Fahrzeuges beträgt 850 000 Euro.

## Der Betriebshof
Bereits im April 2013 wurde auf einem 8 ha großen Gelände im Norden von Metz und in Nähe der Linie A ein neuer Betriebshof eröffnet, auf dem auch die anderen Fahrzeuge der Betreibergesellschaft gewartet werden. Der bisherige Betriebshof wird aufgegeben.

## Das übrige Busnetz
Das übrige Omnibusnetz der beiden Städte wurde neu strukturiert. Außerdem änderte es seinen Namen: Aus Transports en commun de la région messine (TCRM) wurde Le Met’.